# Ça fait tilt
Pour plus de détails, voir Fiche technique et Distribution.
Ça fait tilt est un film français d'André Hunebelle, sorti en 1978.

## Synopsis
Le directeur d'un théâtre emmène son auteur se changer les idées pour qu'il finisse enfin la pièce qu'il attend. Pour lui donner de l'inspiration, il fait intervenir une comédienne pour le séduire, mais évidemment tout ne va pas se passer comme prévu...

## Fiche technique
- Titre original : Ça fait tilt
- Réalisation : André Hunebelle
- Scénario : Jean Halain
- Décors : Georges Petitot
- Costumes : Anita Tordjman
- Photographie : Jean Monsigny
- Son : Georges Vaglio
- Montage : Joël Garanger
- Musique : Armand Migiani
- Production déléguée : Henri Clair
- Société de production : Victorine Studios
- Société de distribution : ParaFrance
- Pays d’origine :  France
- Langue originale : français
- Format : couleur — 70 mm — 1,66:1 — son Mono
- Genre : comédie
- Durée : 88 minutes
- Date de sortie : France : 22 février 1978
- Affiche : Léo Kouper

## Distribution
- Bernard Ménez : Claude Martin
- Eleonora Giorgi : Sylvia
- Jacques Morel : Francis
- Claude Nicot : Bernard
- Michel Constantin : Raymond Legris
- Philippe Chemin : Philippe Legris
- Yoko Tani : Youyou
- Max Montavon : Alfred
- Florence Blot : Florence

## Bande originale ou chansons du film
- Tilt, paroles de Jacques Lanzmann, musique de Michel Legrand, interprétée par Gilles Bulhman

## Autour du film
- Il s'agit d'un remake du film Métier de fous, réalisé aussi par André Hunebelle, et sorti en 1948. Ce film est d'ailleurs le dernier du réalisateur.